# John Shuster
John Shuster, född den 3 november 1982 i Chisholm, Minnesota, är en amerikansk curlingspelare.
Han tog OS-brons i herrarnas curlingturnering i samband med de olympiska curlingtävlingarna 2006 i Turin.